# マルコ・グイーダ
マルコ・グイーダ（Marco Guida, 1981年6月7日 - ）はイタリア・ポンペイ出身のサッカー審判員。トッレ・アンヌンツィアータ地区所属。

## 経歴
イタリア・カンパニア州ポンペイに生まれ、15歳で審判としてのキャリアをスタートした。下部リーグから研鑽を積み、自身28歳で迎えた2010年1月31日に行われた、第22節ACキエーヴォ・ヴェローナ対ボローニャFCの試合でセリエAの試合にデビュー。2014年にはFIFAの国際審判員にも登録された。
2021年からは新設されたFIFAのVAR専門員である「Video Match Officials（VMOs）」に登録され、同年の7月から8月にかけて行われた東京オリンピックではVARとして女子の決勝など、男子・女子共に数試合を担当した。
2023年末にはUEFAの審判における最高カテゴリーである「Elite」に昇格し、翌年にはドイツで開催されるUEFA EURO 2024の主審の一人に選出された。

## 受賞
- ジョルジョ・ベルナルディ賞（イタリア語版）: 2011年[7]
- スポルティーリア賞（イタリア語版）
  - 最優秀若手審判部門: 2011年[8]
- ジョヴァンニ・マウロ賞（イタリア語版）: 2016年[9]

## 担当した主な試合・大会

### VAR・AVAR
- UEFAチャンピオンズリーグ 2019-20 決勝 パリ・サンジェルマン対バイエルン・ミュンヘン
- 2020年東京オリンピック
  - 女子決勝 スウェーデン対カナダ